# Jean Smilowski
Jean Smilowski (né le 19 février 1927 à Lille et mort le 18 décembre 1989 dans la même ville) est un créateur autodidacte de milieu populaire d'origine polonaise, classé par certains experts de l'art comme peintre français d'art brut.

## Biographie
Fils d'immigrés polonais, Jean Smilowski passe ses premières années dans un petit appartement du Vieux-Lille, rue Saint-André. Selon le dossier de naturalisation, son père, Franek/François Smilowski, né en 1896 en Pologne, est arrivé en France en 1917 et s’est engagé dans l'armée polonaise libre pour combattre les Allemands.  Démobilisé à Lille en 1920, il y reste. Sa mère, Marianne, née en 1904 en Pologne, arrive avec sa famille après la guerre, pour travailler en France, à Haillicourt (Pas-de-Calais), dans le bassin minier. Franek et Marianne se rencontrent sans doute à Lille. Marianne a été servante avant de se marier en 1926 (entre la naissance de Marie en 1924 et celle de Jean en 1927). En 1943, la famille, sans ressources à la suite du licenciement du père, s'installe dans une cabane dans la zone non aedificandi au pied des fortifications de Vauban, au bout de la rue du Guet, au milieu des jardins ouvriers proches des abattoirs de la ville, rue du Guet. À l'âge de 16 ans, Jean Smilowski est emmené en Allemagne et reviendra vivre dans la cabane en 1945, seul avec ses parents, sa soeur s'étant mariée. Il y passera plus de 40 ans, jusqu'en 1985 lorsque, après la destruction de sa cabane et des jardins ouvriers sauvages de la Poterne, remplacés par des Jardins familiaux, il sera relogé en HLM par la Ville de Lille, avec l'aide de l'Atelier Populaire d'urbanisme du Vieux-Lille (APU) .
Ouvrier sans qualification à l'usine de Fives-Lille-Cail, il est renversé par un camion à 33 ans (« à 33 ans il a souffert, moi aussi », écrira-t-il derrière plusieurs de ses toiles, se comparant au Christ). Il vivra ensuite d'une pension d'invalidité et de petits boulots. Vivant en marge de la ville, resté seul dans la baraque de ses parents qu'il reconstruit, il décore sa cabane, s'inventant un royaume peint de couleurs vives, au Ripolin, recouvert d'épaisses couches de vernis.

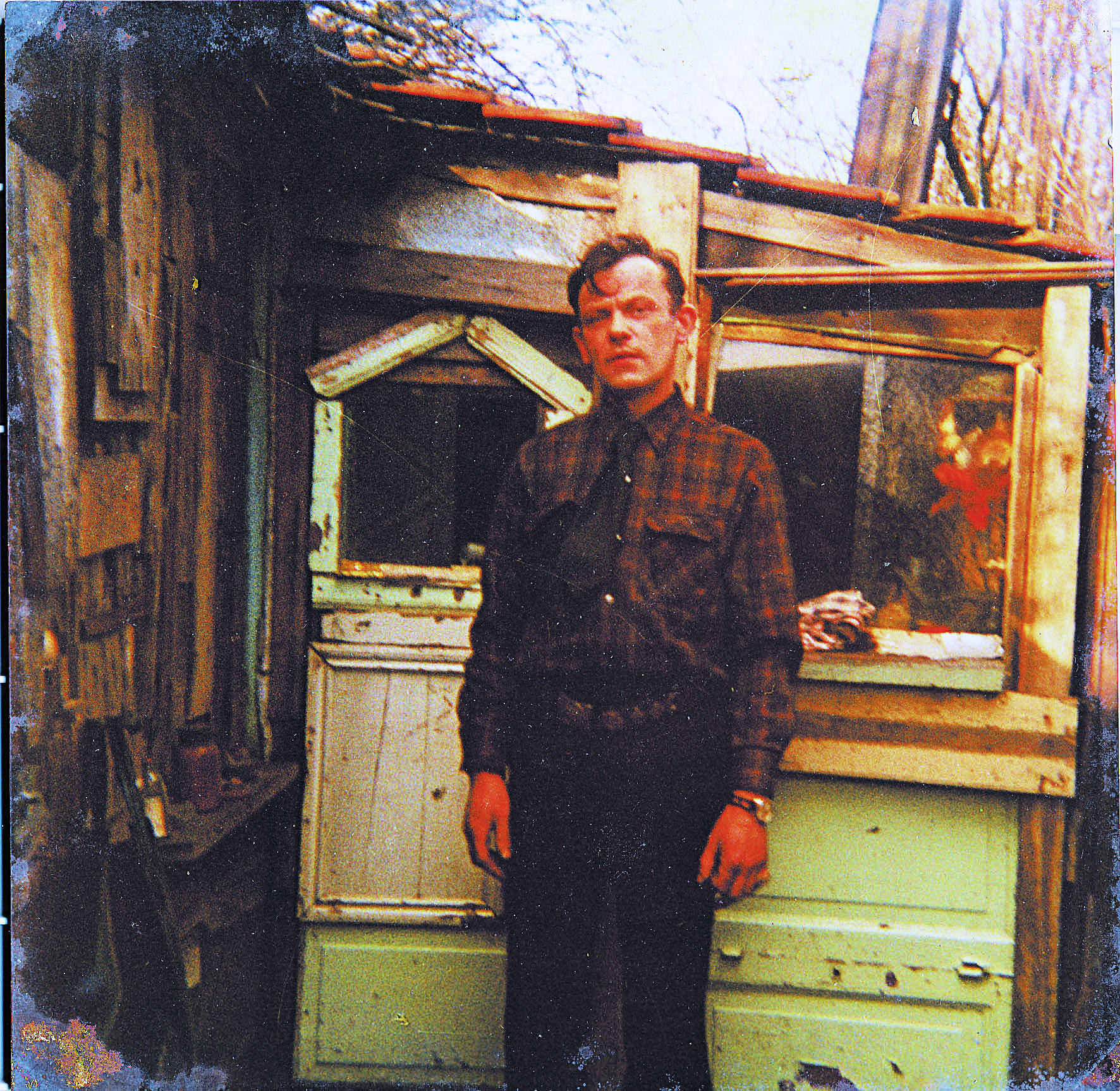
Jean Smilowski devant sa cabane

Dans son deux-pièces situé en rez-de-chaussée d'un immeuble HBM (Habitations Bon Marché) de la rue Eugène Varlin (centre-ville de Lille) où il reconstitue son univers, il vivra encore 4 ans, aidé par son infirmière et soutenu par les bénévoles de l'APU. En 1989, la maladie et plusieurs opérations eurent raison de sa santé fragile. Il est enterré au cimetière de l'Est à Lille.

## Œuvre
Au-delà d'une grande fresque (Sitting Bull et Ramona), peinte sur un mur intérieur de la cour de sa cabane) et exposée depuis 1998 dans le hall de la mairie de quartier du Vieux-Lille, l'œuvre de Jean Smilowski comprend des draps cousus et peints, des contreplaqués et des meubles peints, des malles en bois décorées sur toutes les faces, des boîtes et des trousses de toutes tailles, des drapeaux et des fanions, des jouets et des bibelots peints, des personnages et objets fabriqués, des avions, trois livres dessinés.

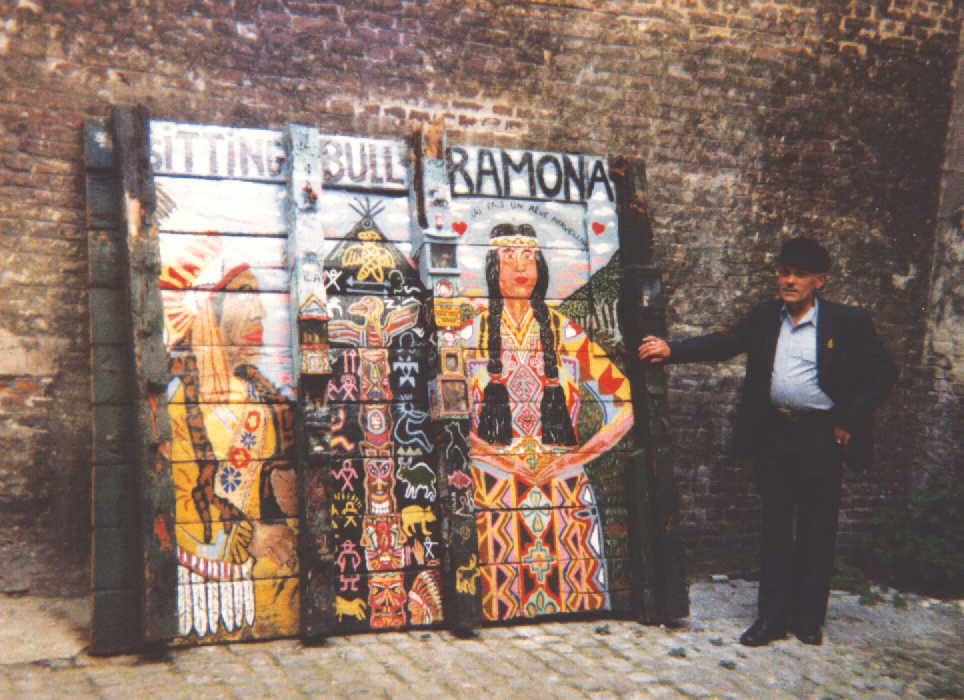
Jean Smilowski à côté de la fresque Sitting Bull et Ramona

Deux cahiers de dessins se rapportent à l'histoire des grands hommes et aux religions; le troisième est un livre relié artisanalement à l'italienne de 1639 pages qui réunit des centaines de dessins et textes recopiés, retraçant la Seconde guerre mondiale, l'histoire des Indiens d'Amérique, l'histoire de France, etc.
Les thèmes principaux de ses représentations sont la guerre, la religion, l'amour, incarné par Ramona, squaw héroïne d'un roman et de plusieurs films tournés dans les années 1920-1930, chantée par Fred Gouin en 1928 puis par Tino Rossi, au côté de laquelle il se représente parfois.

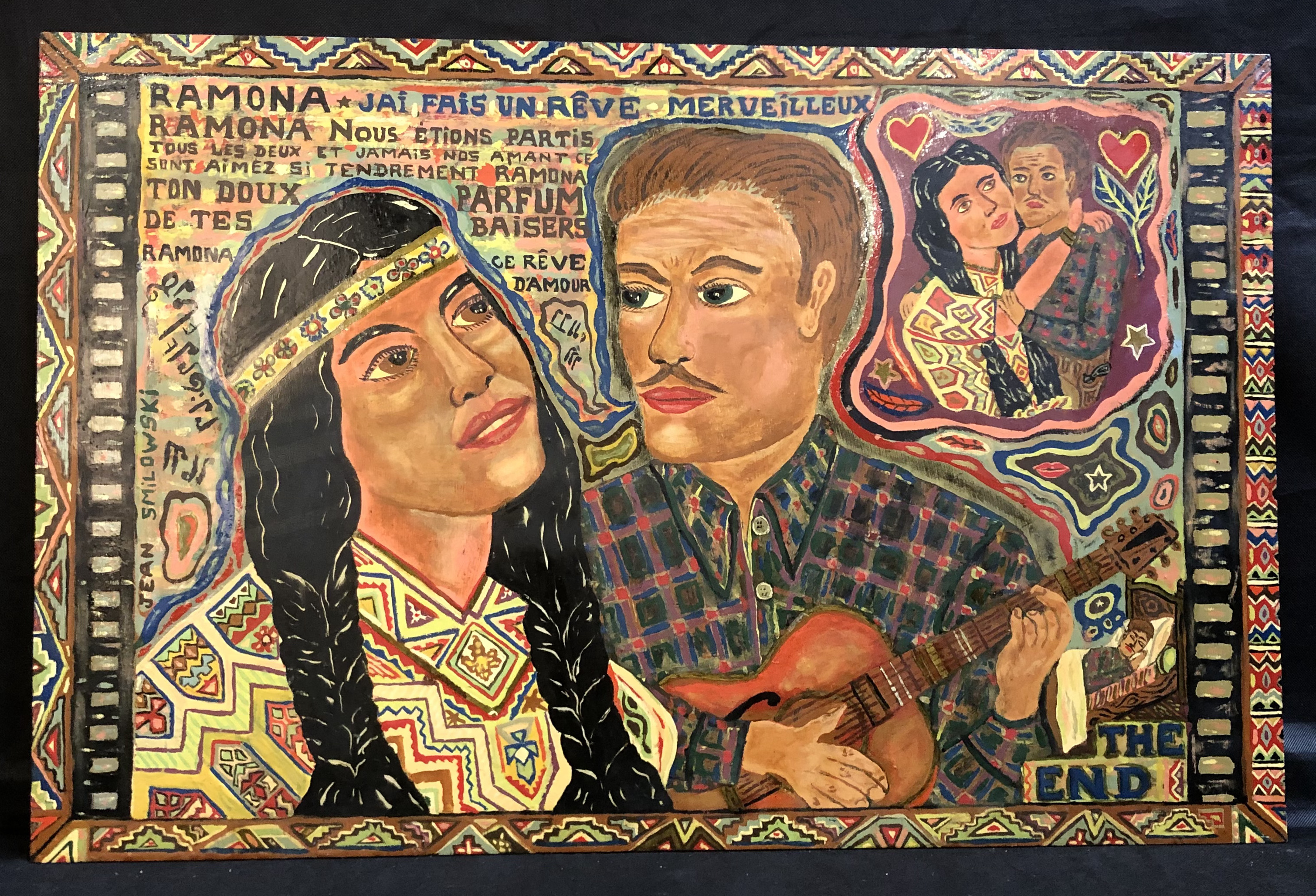
Ramona j'ai fais un rêve merveilleux. Jean Smilowski peinture sur bois, avant 1985

Sauvée par L'Atelier populaire d'urbanisme du Vieux Lille lors de la démolition de sa cabane en 1985 puis au moment de son décès en 1989, la quasi-totalité des œuvres de Jean Smilowski est, conservée depuis 1992 par l'association La Poterne et déposée depuis 2012 au Musée d'ethnologie régionale de Béthune, excepté les œuvres qu'il a données ou vendues de son vivant ou qui ont disparu. Une quarantaine d'œuvres (d'abord acquises par le musée l'Aracine, peu avant l'exposition Robillard-Smilowski à Neuilly-sur-Marne en 1992) sont, depuis 1997, conservées au Musée d'Art Moderne de LMCU à Villeneuve d'Ascq, devenu LaM en 2010. Quelques-unes de ces œuvres sont exposées de façon intermittente dans la partie du LaM consacrée à l'"Art Brut" du musée). En 2024, la collection en ligne du LaM présente 71 oeuvres de Jean Smilowski.
La Poterne conserve également, en dépôt au Musée d'ethnologie régionale de Béthune, des films, albums de photos et enregistrements audio réalisés par Smilowski, des livres, des objets personnels et bibelots, des collections de disques et de films et autres documents qui permettent à la fois de mieux comprendre son univers et son œuvre et de retracer une partie de sa vie.